# Wiślica (gmina)
Wiślica est une gmina rurale du powiat de Busko, Sainte-Croix, dans le centre-sud de la Pologne. Son siège est le village de Wiślica, qui se situe environ 14 km au sud de Busko-Zdrój et 60 km au sud de la capitale régionale Kielce.
La gmina couvre une superficie de 100,58 km2 pour une population de 5 690 habitants.

## Géographie
La gmina inclut les villages de Brzezie, Chotel Czerwony, Gluzy, Górki, Gorysławice, Hołudza, Jurków, Kobylniki, Koniecmosty, Kuchary, Łatanice, Ostrów, Sielec, Skorocice, Skotniki Dolne, Skotniki Górne, Szczerbaków, Szczytniki, Wawrowice et Wiślica.
La gmina borde les gminy de Busko-Zdrój, Czarnocin, Nowy Korczyn, Opatowiec, Pińczów et Złota.